# Sylliden
Sylliden (Syllidae) sind eine Familie der Vielborster (Polychaeta), deren Vertreter nahezu alle marinen Lebensräume besiedeln. Die Größe adulter Exemplare reicht von unter 1 mm bis zu 90 mm. Die meisten Arten leben auf dem Meeresgrund (Benthos) bzw. im Sandlückensystem (Mesopsammon); freischwimmend (pelagisch) sind sie ausschließlich während der Fortpflanzungszeit.
Die Arten der größeren Syllinae, Eusyllinae und Autolytinae leben meist benthisch, besiedeln vorrangig Hartböden, kommen aber auch schlick- oder kalkhaltigen Substraten vor. Häufig werden Seegras, Grünalgen (z. B. Caulerpa, Enteromorpha), Rotalgen oder Felsbewuchs mit Polsteralgen besiedelt. Ebenso dienen lebende Korallenstöcke oder die Kanalsysteme von Schwämmen (Porifera) als Habitat bzw. Nahrungsgrundlage, wobei die Wirte in der Regel artspezifisch besiedelt werden. Auch Wohnröhren anderer festsitzender Polychaeten werden aufgesucht. Die sehr kleinen, teilweise unter 1 mm großen Exogoninae leben überwiegend im Interstitial meist grobsandiger Sedimente.
Parasitismus kennt man nur von wenigen Arten (z. B. Trypanosyllis asterobia, an Muscheln bzw. Seesternen; Haplosyllis cephalata, ektoparasitisch an anderen Polychaeten).
Eine besondere Eigenschaft einiger Sylliden (z. B. Odontosyllis phosphorea) ist die Befähigung zur Biolumineszenz, deren Anregung während der Geschlechtsreife durch Mondlicht induziert wird.

## Diagnose

Lichtmikroskopische Aufnahme der Syllide Typosyllis tyrrhena Licher & Kuper, 1998.
(Ant=Antenne, Dc=Dorsalcirrus, Par=Parapodium, Ph=Pharynx, Phö=Pharynxöffnung, Pr=Proventrikel, Vc=Ventralcirrus, Z=pharyngealer Zahn)

### Morphologie
Der Körper der Sylliden ist im Querschnitt nahezu zylindrisch. Der vordere Kopflappen (Prostomium) besitzt paarige große, nach vorn gerichtete Palpen und dorsal meist drei, gegliederte oder ungegliederte Anhänge (Antennen). Neben vier Komplexaugen können winzige Stirnaugen (Ocellen) vorhanden sein. Das auf das Prostomium folgende Segment (Peristomium) besitzt paarige dorsale und ventrale Anhänge (Peristomialcirren, Tentakelcirren). Die auf das Peristomium folgenden Borstensegmente haben paarige, der Fortbewegung dienende Hautlappen (Parapodien). Diese tragen innenliegende Stützborsten (Aciculae) und zahlreiche, aus dem Parapodiallappen herausragende Borsten, welche meist sehr komplex (aus Borstenschaft und Borstenendglied zusammengesetzt) und artspezifisch sind. Dorsal sind die Parapodien je mit einem meist längeren, gegliederten oder ungegliederten Anhang (Dorsalcirrus) und ventral mit einem kurzen ungegliederten Anhang (Ventralcirrus) ausgestattet. Das letzte Segment (Pygidium) ist immer borstenlos und besitzt ebenfalls paarige Anhänge (Analcirren), manchmal auch noch einen kurzen unpaaren Anhang.
Der dreiteilige Vorderdarm der Sylliden ist einzigartig innerhalb der Polychaeten. Er erstreckt sich über mehrere Segmente und besteht aus dem vorderen, ausstülpbaren Pharynx, dem muskulösen Proventrikel und dem dahinterliegenden Oesophagus, der in den eigentlichen Darmkanal überleitet. Als endokrines Organ steuert der Proventrikel den Fortpflanzungsprozess der Sylliden und ist ein charakteristisches unverwechselbares Merkmal dieser Familie. Die Pharynxöffnung kann einen einzelnen Zahn („Bewaffnung“) haben, deren Funktion unklar ist.

### Reproduktion

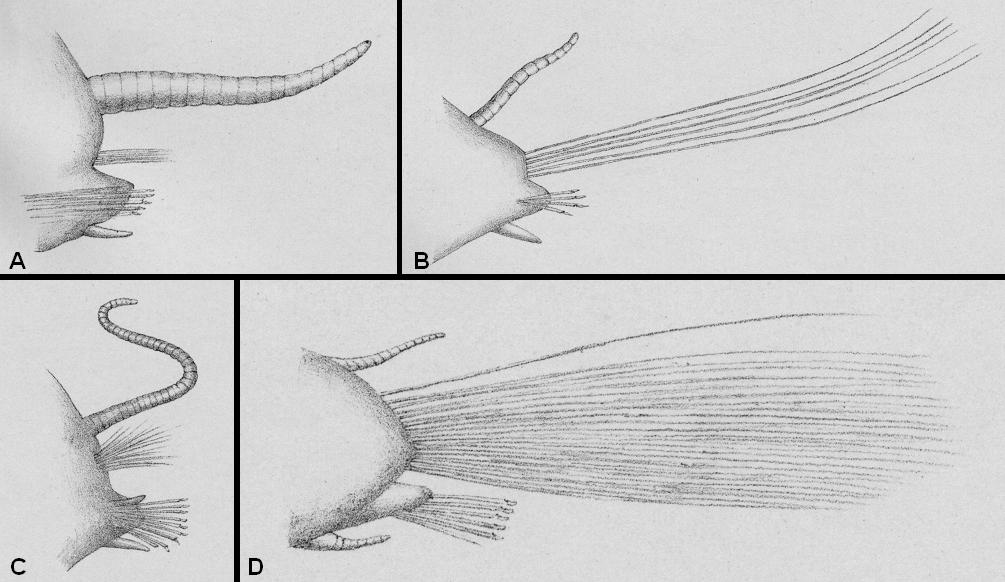
Parapodien mit Schwimmborsten epitoker Formen: (A) Typosyllis vittata. (B) T. armillaris. (C) T. prolifera. (D) Haplosyllis spongicola.

Zur Zeit der Geschlechtsreife sammeln sich die meisten Sylliden zur Fortpflanzung an der Meeresoberfläche. Dazu sind morphologische und physiologische Umwandlungen dieser ansonsten benthisch lebenden Tiere erforderlich (Epitokie), die eine Umstellung in der Bewegung (schnelles Dauerschwimmen) und Veränderung des Verhaltens (positive Phototaxis, Reaktionen auf Sexualpheromone, Einstellung der Nahrungsaufnahme) zur Folge haben. Dabei wird der gesamte Muskelapparat umgebildet, die Muskelfasern weisen eine Zunahme von eingelagertem Glykogen und eine Vervielfachung von Mitochondrien auf. Von außen ist diese Umwandlung vor allem durch die Vergrößerung der Augen und Verlängerung der Antennen erkennbar sowie durch das Auftreten zahlreicher Schwimmborsten (Kapillarborsten).
Zwei Grundformen der Epitokie werden unterschieden: Epigamie, bei der sich das gesamte Tiere in eine epitoke Form umwandelt, und Schizogamie, bei der die Tiere nur ihre hinteren Segmente in epitoke Sexualformen umbilden, die nach Abschnürung vom Muttertier befähigt sind, sich im Pelagial fortzubewegen.
Abgewandelte Fortpflanzungsmodi sind Viviparie, Hermaphroditismus, Externe Gestation, Laterale Knospung und Architomie.

Schizogamie bei Autolytus prolifer (Autolytinae).

#### Epigamie
Bei der Epigamie wandelt sich das vollständige Tier in eine epitoke Form („Heterosyllis“) um, wobei die Augen der Tiere an Größe und die Antennen an Länge stark zunehmen. Die Oocyten bzw. Spermatocyten entwickeln sich in nahezu allen postproventrikulären Körpersegmenten. Die Befruchtung der Eizellen erfolgt in der Regel extern (Ontogenese über freischwimmende Trochophora-Larve).
Epigamie kommt bei den meisten Eusyllinae (z. B. Odontosyllis ctenostoma) und Exogoninae (z. B. Exogone gemmifera) vor, ist aber auch innerhalb der Autolytinae (z. B. Autolytus longeferiens) beschrieben worden.

#### Schizogamie
Bei der Schizogamie bringen die vollständig entwickelten Tiere im Zuge eines der sexuellen Reifung parallel laufenden Metamorphoseprozesses epitoke Geschlechtstiere (Stolonen) hervor, die nach Ablösung (Stolonisation, Knospung) von ihrem Stammtier (Amme, Stock) ein kurzes freischwimmendes (pelagisches) Eigenleben führen. Dabei setzen die weiblichen und männlichen Stolonen ihre Gameten zur äußeren Befruchtung nach außen hin frei (Ontogenese über freilebende Trochophora-Larve). Nach Erfüllung ihrer Aufgabe als Sexualstadien gehen die zu selbständiger Nahrungsaufnahme unfähigen Stolonen zugrunde. Die am Boden zurückbleibenden Stammindividuen (atoke Tiere) hingegen überleben den Stolonisationsprozess, können die ihnen in Form der Stolonen verlorengegangenen Segmente regenerieren und erneut stolonisieren.
Schizogamie ist typisch für die Syllinae und Autolytinae (z. B. Autolytus prolifer), soll aber auch innerhalb der Exogoninae vorkommen.

#### Viviparie
Viviparie ist eine Form der Brutpflege, bei der sich die nachfolgende Generation bis zum Juvenilstadium im Coelomraum des Muttertieres entwickelt. Die Juvenilen werden vollständig ausgestattet mit zweiteiligem Pharynx und mehreren borstentragenden Segmenten. Freisetzung geschieht durch Aufbrechen der Epidermis des Muttertieres. Es existiert keine freilebende Trochophora.
Viviparie ist nur von wenigen Syllinae (z. B. Typosyllis vivipara, Dentatisyllis mortoni) und Exogoninae (z. B. Exogone hebes) bekannt.

#### Hermaphroditismus

Externe Gestation bei Exogone rubescens (ØRSTED, unveröffentlicht) mit Embryonen.

Hermaphroditismus ist nur für wenige Sylliden nachgewiesen. Bekannt sind Simultan-Hermaphroditen, die Oocyten und Spermien gleichzeitig bilden, und Sukzedan-Hermaphroditen, die Oocyten und Spermien zeitlich versetzt bilden.
Simultan-Hermaphroditen sind innerhalb der Syllinae (z. B. Typosyllis amica) und Exogoninae (z. B. Sphaerosyllis hermaphrodita) bekannt. Ein Sukzedan-Hermaphrodit, der männliche Gameten im Herbst und weibliche Gameten im Frühling bildet, ist z. B. Grubea protandrica (Exogoninae).

#### Externe Gestation
Externe Gestation ist eine Form der Brutpflege, bei der die Embryonalentwicklung auf der Außenseite des Muttertieres stattfindet, wo sich die nachfolgende Generation in der Regel mit dem Hinterende an die Lateralseite der Segmente oder an die Dorsalcirren des Muttertieres haftend bis zum Zeitpunkt der Ablösung entwickelt. Erst nach Abschluss der Juvenilentwicklung (Besitz von Augen, 3–5 Borstensegmente, Pharynx) lösen sich diese Individuen von ihrem Muttertier. Es existiert keine freilebende Trochophora.
Externe Gestation ist typisch für die Exogoninae (z. B. Exogone gemmifera).

#### Laterale Knospung
Ein Phänomen ist die laterale Knospung („collateral budding“) der in Tiefseeschwämmen (Hexactinellida) vorkommenden Syllis ramosa. Diese Art pflanzt sich durch Verzweigung fort, wobei sich die Sprosse nicht intersegmental, sondern anstelle eines Dorsalcirrus eines bereits vorhandenen Segments („regeneration budding“) oder aber an neu gebildeten Segmenten ohne Parapodien und ohne Cirren („intercalary budding“) entwickeln. Es existiert keine freilebende Trochophora.

#### Architomie
Eine ungewöhnliche Art der Reproduktion für Syllidae ist Architomie („fragmentation“), bei der die Individuen in Einheiten von zwei, drei oder mehreren Segmenten zerfallen und aus diesen neue, vollständig entwickelte Individuen entstehen (z. B. Autolytus pictus).

## Verbreitung
Das Verbreitungsgebiet der Syllidae erstreckt sich auf beide Hemisphären, von der Arktis bis zur Antarktis. In allen Meeresgebieten, dem Pazifik, dem Atlantik, dem Indik, aber auch kleineren, von Land umgebenen Meeren, z. B. der Nordsee oder dem Mittelmeer sind Sylliden verbreitet. Dabei werden vor allem wärmere tropische oder subtropische Regionen besiedelt. Vertikal sind Sylliden sowohl im seichten Eulitoral als auch in der Tiefsee verbreitet.
Brackwasser oder küstennahes Grundwasser werden von Sylliden nur selten besiedelt. Die meisten Arten bevorzugen sauberes, sauerstoffreiches Wasser, obwohl leichte Wasserverschmutzungen von mehreren Arten akzeptiert werden.

## Taxonomie
Die traditionelle Polychaetentaxonomie verteilt die Arten der Syllidae auf vier Unterfamilien: Syllinae, Eusyllinae, Exogoninae und Autolytinae. Die früheste Unterteilung dieses Taxon (noch als Syllidea Grube, 1850) geht auf Langerhans (1879) zurück. Er unterschied (1) Syllideae („Syllideae palpis non coalitis“), (2) Exogoneae („Syllideae palpis coalitis prominentibus, in pharynge recto brevi dente uno“) und (3) Autolyteae („Syllideae palpis coalitis, ventralibus; pharyngis ostio dentato“).
Malaquin (1893) erkannte als wichtigstes Merkmal zur Auftrennung der Syllidae Vorhandensein oder Fehlen der parapodialen Ventralcirren: Arten ohne Ventralcirren wurden zu den (1) „Autolytés“ gestellt, ganz offensichtlich eine klare Autapomorphie. Innerhalb der Arten mit Ventralcirren behielt Malaquin (1893) die „Exogonés“ bei, unterteilte aber die restlichen Arten in „Syllidés“ und „Eusyllidés“. Ihre differentiellen diagnostischen Merkmale sind: (2) „Exogonés ... ont les palpes soudés sur toutes leur étendue“, (3) „Eusyllidés ... ont leurs palpes soudés à la base seulement et divergents au sommet“, (4) „Syllidés ... l’absence de soudure“. „Syllidés“ und „Eusyllidés“ unterscheiden sind nach Malaquin (1893) auch in der Form ihrer Cirren: „des cirres nettement moniliformes, c’est-à-dire formés d’articles“ wie bei Syllis und „des cirres cylindriques, presentant seulement des constrictions superficielles“ wie bei Eusyllis.
Die latinisierten Namen dieser Taxa wurden wahrscheinlich erstmals von Fauvel (1923) benutzt. Seit dieser Zeit sind die Syllidae durch die Neubeschreibung zahlreicher, z. T. sehr eng verwandter Arten zu einem der größten und unübersichtlichsten Taxa innerhalb der Polychaeten geworden (ca. 60 Gattungen). Dabei hat sich herausgestellt, dass die „differences between the subfamilies ... especially between the Eusyllinae and Syllinae appear to be of more practical than scientific value“ (Fauchald 1977). So wurden immer wieder Gattungen zwischen den Unterfamilien hin und her geschoben.

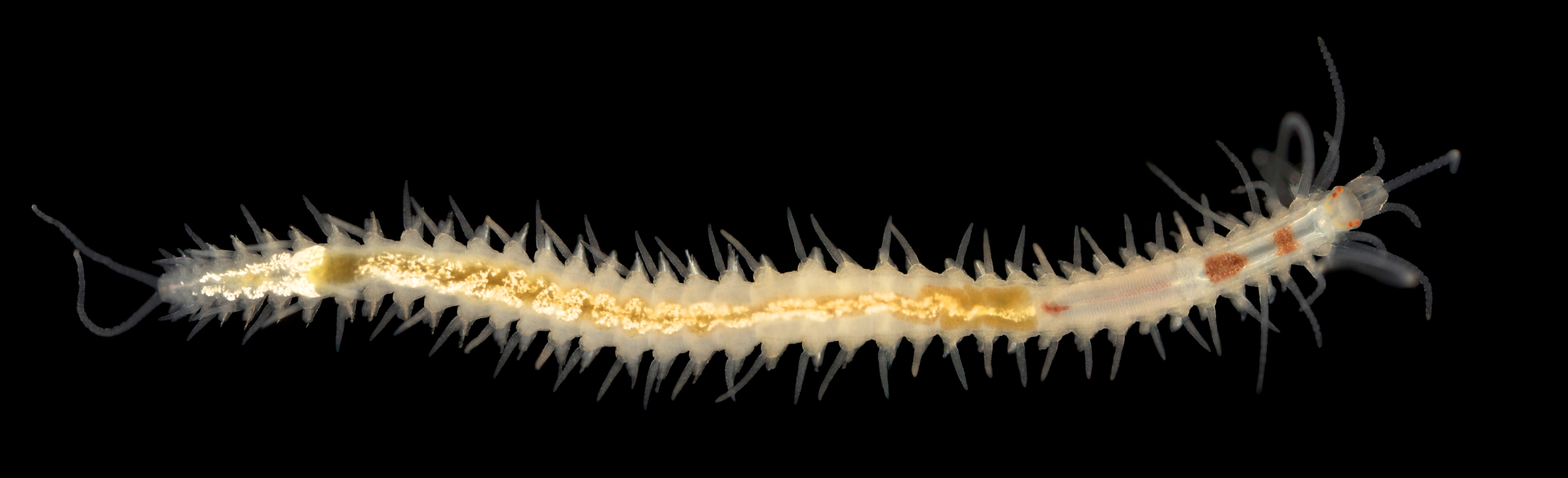
Eusyllis blomstrandi, Eusyllinae

Sehr wahrscheinlich umfassen die Eusyllinae eine künstliche Gruppe von Polychaeten, da die Arten dieser Unterfamilie vermutlich nicht auf nur eine ihnen gemeinsame Stammart zurückzuführen sind. Die derzeitige, auf diesen morphologischen Merkmalen aufbauende Taxonomie der Sylliden muss daher als unbefriedigend bezeichnet werden (San Martín 1984).
Als „Syllis-Komplex“ wird nach Licher (1999) eine Gruppe von Vielborstern (Polychaeta) bezeichnet, die gewöhnlich zu den Taxa Syllis, Typosyllis, Langerhansia oder Haplosyllis gestellt werden.